# Wentiomyces javanicus
Wentiomyces javanicus är en lavart som beskrevs av Koord. 1907. Wentiomyces javanicus ingår i släktet Wentiomyces och familjen Pseudoperisporiaceae.   Inga underarter finns listade i Catalogue of Life.